# The Fox Sisters
|  | Denne artikel er oprettet af botten PalnaBot ud fra en ekstern database. Den kan derfor have sproglige fejl eller mangler. Denne skabelon kan fjernes efter kontrol af indholdet. |

The Fox Sisters er en animationsfilm instrueret af Stine Nymand Svensson, Elianna Morningstar Hansen efter manuskript af Laura Büchert Schjødt.

## Handling
The Fox Sisters er baseret på en virkelig historie om de tre søstre, som arbejdede som spirituelle medier I 1850'erne. I filmen er vi vidne til deres stormfulde forhold ved dets opbrud.